# Giuliano da Empoli
Giuliano da Empoli (* 1973) ist ein italienisch-schweizerischer Schriftsteller und Politikwissenschaftler, der auf Italienisch und Französisch schreibt. Er war Berater des italienischen Regierungschefs Matteo Renzi und hat zahlreiche Bücher veröffentlicht, darunter den Bestseller-Roman Der Magier im Kreml.

## Leben
Giuliano da Empoli kam 1973 in Neuilly-sur-Seine als Sohn des italienischen Ökonomen Antonio da Empoli und einer Aargauerin zur Welt und wuchs zwischen Brüssel, Paris und Rom auf. Er hat die italienische und die schweizerische Staatsbürgerschaft.
Er hat einen Abschluss in Rechtswissenschaften von der Universität La Sapienza in Rom und einen Master in Politikwissenschaften von der Sciences Po in Paris.
Seit 1996 arbeitet er als Journalist und Autor. Er schreibt für Zeitungen wie Corriere della Sera, La Repubblica, Il Sole 24 Ore oder Il Riformista. Auch im Radio und Fernsehen tritt er regelmäßig auf.
In der Politik war da Empoli von 2006 bis 2008 Berater des italienischen Kulturministers Francesco Rutelli. Zudem war er von 2009 bis 2012 als stellvertretender Bürgermeister (assessore) für Kultur in Florenz unter Bürgermeister Matteo Renzi tätig. Als Renzi 2014 italienischer Ministerpräsident wurde, folgte ihm da Empoli als politischer Berater.
Er ist Gründer und Präsident des pro-europäischen Thinktank Volta mit Sitz in Mailand und Professor für Vergleichende Politikwissenschaft an der Sciences Po.

## Bücher
Ab 1996 veröffentlichte Giuliano da Empoli auf Italienisch rund ein Dutzend Sachbücher über politische Themen, etwa über die Digitalisierung oder Barack Obama. 2019 erschien das Sachbuch Les ingénieurs du chaos über Propaganda im digitalen Zeitalter, das in zwölf Sprachen übersetzt wurde und 2020 als Ingenieure des Chaos beim Karl Blessing Verlag auf Deutsch erschien.
2022 erschien der Roman Le mage du Kremlin über einen an Wladislaw Surkow angelehnten Berater von Wladimir Putin und deren gemeinsamen Weg an die Spitze des russischen Staates. Das Buch erhielt den Grand Prix du Roman de l’Académie française und war in der Auswahl für den Prix Goncourt. Es sorgte für breite Debatten und galt als «Buch der Stunde». In Frankreich fänden Kritiker, es erkläre Putin «zu gut» und stelle ihn zu sympathisch dar, fasste die New York Times zusammen. 2023 folgte bei C. H. Beck die deutsche Übersetzung unter dem Titel Der Magier im Kreml.
- Ingenieure des Chaos. Wie smarte Social-Media-Experten den Rechtspopulisten helfen und unsere Demokratie manipulieren, Karl Blessing Verlag, München 2020, ISBN 978-3-896676559
- Der Magier im Kreml, C. H. Beck 2023, ISBN 978-3-406-79993-8
- Die Stunde der Raubtiere. Macht und Gewalt der neuen Fürsten, C. H. Beck 2025, ISBN 978-3-406-83821-7 (angekündigt für September 2025)